# Anuarju
Anuarju (en georgiano: ანუაარხუ) o Anuaa-Rju (en abjasio: Ануаа-Рху) es una aldea que pertenece a la parcialmente reconocida República de Abjasia, dentro del distrito de Ochamchire, aunque de iure es parte del municipio de Ochamchire de la República Autónoma de Abjasia de Georgia.

## Geografía
Anuarju se encuentra a 4 km del mar Negro y a 15 km de Ochamchire. Las aldea se administra desde el pueblo de Tamishi.  